# Nampala
Nampala est une ville du Mali, chef-lieu de commune de Nampalari dans le cercle de Niono, région de Ségou.

## Géographie
Nampala est située à la frontière avec la Mauritanie, à 171 km au nord-ouest de Mopti, à 219 km au nord-nord-est de Segou et à 396 km au nord-est de Bamako.
Nampala constitue un verrou stratégique de ce qu'on appelle communément le Centre, qui comprend les régions de Ségou, de Koulikoro et de Mopti, et permet de contrôler l'accès à la Mauritanie. Elle a donc souvent constitué un enjeu pour les différents groupes rebelles depuis les années 90.

## Histoire
El Hadji Bougouni, chef islamique des Peuls wouwarbé aurait créé le village de Nampala vers 1881.
Le Front islamique arabe de l’Azawad (FIAA) y était épisodiquement actif dans les années 90.
L'ancien arrondissement de Nampala dans le cercle de Niono est devenu une commune rurale en 1996.
Le 20 décembre 2008, le mouvement rebelle touareg dirigé par Ibrahim Ag Bahanga, l’ADC, attaque la garnison de Nampala. Cette attaque décide le président Amadou Toumani Touré à livrer une guerre sans merci à ce groupe.
Le 5 janvier 2015, la katibat Macina affiliée au groupe jihadiste Ansar Dine mène une attaque meurtrière sur la ville.
Le 19 juillet 2016, Ansar Dine et l'ANSIPRJ prennent la ville.

## Population
En 2001, la population de la ville s'élevait à 3 200 habitants.

## Éducation
Une école fondamentale de 6 classes fonctionne dans la commune.

## Santé
Un centre de santé communautaire est installé à Nampala, mais l’éloignement de certains villages rend son accès difficile à une partie de la population de la commune.